# Stray Sheep
Stray Sheep (с англ. — «Заблудшая овца») — пятый студийный альбом японского музыканта Кэнси Ёнэдзу, выпущенный 5 августа 2020 года.

## Об альбоме
16 октября 2020 года Stray Sheep вышел на дисках в Республике Корея и на Тайване. Название альбома было вдохновлено Новым Заветом.
«Lemon» стал первым синглом с альбома. Его заглавная песня использовалась как финальная тема дорамы «Неестественная смерть». «Umi no Yuurei» послужила закрывающей композицией полнометражного анимационного фильма «Дети моря». «Uma to Shika» стала финальной темой дорамы «Игра ни на чьей стороне». Песню «Paprika» Ёнэдзу изначально написал для детской хоровой группы Foorin. Позже он исполнил её для летних Олимпийских игр 2020. «Kanden» использовалась как закрывающая композиция дорамы MIU404.
Альбом возглавил еженедельные хит-парады Oricon и Billboard Japan, а также чарт японской поп-музыки iTunes в более чем 30 странах и аналогичный чарт Apple Music в 54 странах. В первые десять дней после выпуска продажи составили миллион копий. Stray Sheep стал самым продаваемым альбомом 2020 года в Японии. По данным Oricon, к концу этого года в Японии было продано 1 970 930 копий всех форматов (компакт-диски, пластинки, цифровые загрузки, стриминг). Согласно Международной федерации производителей фонограмм, Stray Sheep стал третьим самым продаваемым альбомом 2020 года в мире, а его продажи достигли 2,54 млн копий.

## Список композиций
Автор музыки и слов — Кэнси Ёнэдзу.
| №                   | Название                                                                | Длительность |
| ------------------- | ----------------------------------------------------------------------- | ------------ |
| 1.                  | «Campanella» (カムパネルラ)                                             | 3:55         |
| 2.                  | «Flamingo»                                                              | 3:16         |
| 3.                  | «Kanden» (感電)                                                         | 4:24         |
| 4.                  | «Placebo + Yojiro Noda» (PLACEBO + 野田洋次郎, при участии Ёдзиро Ноды) | 4:00         |
| 5.                  | «Paprika» (パプリカ)                                                    | 3:22         |
| 6.                  | «Uma to Shika» (馬と鹿)                                                 | 4:25         |
| 7.                  | «Yasashii Hito» (優しい人)                                              | 3:28         |
| 8.                  | «Lemon»                                                                 | 4:15         |
| 9.                  | «Machigai Sagashi» (まちがいさがし, изменённая версия)                  | 4:27         |
| 10.                 | «Himawari» (ひまわり)                                                   | 4:02         |
| 11.                 | «Mayoeru Hitsuji» (迷える羊)                                            | 3:46         |
| 12.                 | «Décolleté»                                                             | 3:29         |
| 13.                 | «Teenage Riot»                                                          | 3:45         |
| 14.                 | «Umi no Yuurei» (海の幽霊)                                              | 3:54         |
| 15.                 | «Canary» (カナリヤ)                                                     | 4:58         |
| Общая длительность: | Общая длительность:                                                     | 59:26        |

## Чарты и сертификации
| Чарт (2020)                        | Высшая позиция |
| ---------------------------------- | -------------- |
| Oricon                             | 1              |
| Japan Hot Albums (Billboard Japan) | 1              |

| Чарт (2020)                        | Высшая позиция |
| ---------------------------------- | -------------- |
| Oricon                             | 1              |
| Japan Hot Albums (Billboard Japan) | 1              |

| Чарт (2021)                        | Высшая позиция |
| ---------------------------------- | -------------- |
| Oricon                             | 37             |
| Japan Hot Albums (Billboard Japan) | 11             |

### Сертификации
| Регион | Сертификация | Продажи            |
| --- | ------------ | ------------------ |
| Япония | миллион      | 1 000 000 *        |
| Япония | золотой      | 185 000 (цифровые) |
| Земля (суммарно) | —            | 2 540 000          |
| * Данные о продажах приведены только на основе сертификации. ^ Данные о тиражах приведены только на основе сертификации. |              |                    |